# Vågsfjorden
Vågsfjorden es un fiordo en el sur de la provincia de Troms og Finnmark, Noruega. Está localizado entre las islas de Hinnøya, al sur, y Senja, al norte. Conecta con Andfjorden y Tranøyfjorden en el norte y con Astafjorden y Tjeldsundet al sur. Las islas de Grytøya y Sandsøya se extienden a lo largo del lado oeste de Vågsfjorden, mientras que Andørja y Rolla lo hacen por el lado este.

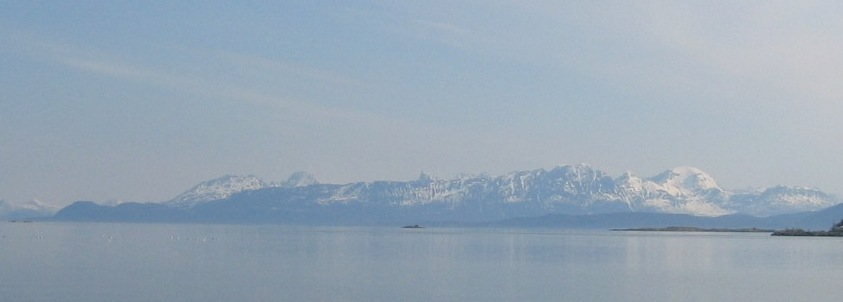
Vågsfjorden y la isla de Andørja vista desde Harstad.

Tiene 46 km de largo y administrativamente, pertenece a los municipios de Harstad, Tranøy, Dyrøy, Ibestad y Tjeldsund. La ciudad de Harstad es conocida como la Vågsfjordens perle (en español: la perla de Vågsfjorden).